# Jim Tomsula
James Andrew Tomsula (* 14. April 1968 in Homestead, Pennsylvania) ist ein US-amerikanischer American-Football-Trainer. Von 2022 bis 2025 stand er bei Rhein Fire in der European League of Football (ELF) unter Vertrag. Er war 2015 Head Coach der San Francisco 49ers in der National Football League (NFL) und insgesamt 12 Jahre Defensive Line Coach in der NFL. Er arbeitete außerdem in der NFL Europe, unter anderem 2006 als Head Coach von den ehemaligen Rhein Fire.

## Karriere
Tomsula wuchs in der Pittsburgher Vorstadt Homestead auf. Er spielte 1986 an der Middle Tennessee State University und von 1987 bis 1988 am Catawba College als Defensive End. Am Catawba College erzielte Tomsula in zwei Spielzeiten 109 Tackles.

### College Football
1989 begann Tomsula als Kraft- und Konditionstrainer am Catawba College. Nachdem er von 1992 bis 1995 als Assistenztrainer bei Charleston Southern unter Defensive Coordinator Fred Hamilton gearbeitet hatte, kehrte er zum Catawba College zurück, wo er bis 2005 Mitglied des Trainerstabs war und dazu beitrug, die Catawba Indians zu vier South Atlantic Conference Championships zu führen. Tomsula wurde 2015 in die Catawba College Sports Hall of Fame aufgenommen.

### NFL Europe
Ab 1998 arbeitete Tomusula zusätzlich in der NFL Europe. In der ersten Saison arbeitete er für die England Monarchs als Defensive Line coach. Nach deren Auflösung wechselte er nach Schottland zu den Scottish Claymores, wo er von 1999 bis 2003 tätig war. Für die Spielzeiten 2004 und 2005 wechselte er zu Berlin Thunder. 2006 wurde Tomsula Head Coach der Rhein Fire. Mit der Mannschaft holte er sechs Siege aus zehn Spielen.

### NFL
2007 wurde Tomsula von der San Francisco 49er als Defensive Line Coach verpflichtet. Für das letzte Spiel der Saison 2010 wurde Tomsula Interims-Head-Coach der 49ers, die Mannschaft gewann das Spiel mit 38:7 gegen die Arizona Cardinals. Danach war er bis 2014 wieder DL Coach. Für die Saison 2015 wurde Tomsula zum Head Coach der 49ers befördert. Nach fünf Siegen aus 16 Spielen wurde Tomsula, dessen Trainingsmethoden umstritten waren, entlassen.
2017 war Tomsula als DL Coach der Washington Redskins tätig, 2020 in gleicher Position bei den Dallas Cowboys.

### ELF
Am 12. Februar 2022 wurde Jim Tomsula als Head Coach für die erste Saison der neugegründeten Rhein Fire der European League of Football (ELF) vorgestellt. Am 24. September 2023 holte Tomsula mit Rhein Fire den Titel im eigenen Stadion. Sie verloren in der gesamten Saison kein einziges Spiel und wurden somit zum ersten Team in der Geschichte der European League of Football mit einer sogenannten Perfect season. Er wurde außerdem zum Coach of the Year ernannt.
In der Saison 2024, erlangte Tomsula mit Rhein Fire erneut den Titel in der ELF. Somit konnte erstmals ein Team, der ELF einen zweiten Titel gewinnen oder gar verteidigen.
Im Juni 2025 trat Tomsula aus familiären Gründen als Head Coach von Rhein Fire zurück.